# 関西女子サッカーリーグ
関西女子サッカーリーグ（かんさいじょしサッカーリーグ）は、日本の近畿地方の2府4県（大阪府、京都府、兵庫県、奈良県、和歌山県、滋賀県）に所在する女子（第5種）登録チームが参加する女子サッカーリーグである。日本全国に9つある地域リーグのひとつであり、日本の女子サッカーリーグ編成において4部から5部に相当する。

## 概要
創設は1970年代。2007年までは1部10チーム制であったが、2008年から10チームによる2部を創設。その後2部は参加チーム数拡大により、2010年から2012年まで各7～8チームによる2ブロック制を採用していた。
2013年からは新たに3部を創設。1部10チーム・2部10チーム・3部10～12チームで構成された。
2020年からは2部制に移行。1部10チーム・2部14チームの構成となる。1部は10チームを原則としているが、2部は参加チームの増減により毎年構成が変化している。

### レギュレーション（2023年度）
- 1部は10チーム1回戦総当たり（9試合）。
- 2部は12チーム1回戦総当たり（11試合）。

### 昇格・降格に関して
- 1部9位・10位は2部へ自動降格。2部1位・2位は1部へ自動昇格。
- 1部8位と2部3位は入替戦を行う。
- 上位リーグ（なでしこリーグ2部）からの降格が生じた場合は、次年度のみ降格したチーム分増枠とし、1部を10チームプラス増枠で行う。

## 参加クラブ（2024年度）

### 1部
- 帝塚山学院大学（大阪）
- 大阪市レディースFC（大阪）
- ディアブロッサ高田FCソヒィーゾ（奈良）
- SASAYURI FC SHIGA（滋賀）
- 宝塚エルバイレLFC（兵庫）
- 海南FCシャウト（和歌山）
- FC大阪CRAVO（大阪）
- INAC神戸レオンチーナ（兵庫）
- 西宮ソリッソ（兵庫）
- 栗東FC LIBRO（滋賀）

### 2部
- beillevaire西宮（兵庫）
- 和泉テクノFC（大阪）
- 京都紫光クラブ（京都）
- KYOTO TANGO QUEENS（京都）
- FC Terra（兵庫）
- おおつヴィクトリーズSC（滋賀）
- バニーズ京都SC flapsサテライト（京都）
- メニーナ神戸SC（兵庫）
- Diosa AKATSUKI FC（京都）
- SAKURA UNITED F.C（大阪）
- レーベLFC（京都）
- 豊津女子FC（大阪）

## 過去の優勝クラブ

### 1部
- 2004年 INACレオネッサ
- 2005年 FC VITORIA
- 2006年 FC VITORIA
- 2007年 INACレオネッサアマチュア
- 2008年 INACレオネッサアマチュア
- 2009年 INACレオネッサアマチュア
- 2010年 神戸FCレディース[1]
- 2011年 FC VITORIA[2]
- 2012年 FC VITORIA[3]
- 2013年 プラセル神戸[4]
- 2014年 大商学園高校[5]
- 2015年 セレッソ大阪堺ガールズ
- 2016年 セレッソ大阪堺ガールズ
- 2017年 セレッソ大阪堺ガールズ
- 2018年 大商学園高校
- 2019年 INAC神戸レオンチーナ
- 2020年 INAC神戸レオンチーナ
- 2021年 INAC神戸レオンチーナ
- 2022年 京都紫光クラブ
- 2023年 帝塚山学院大学
- 2024年 ディアブロッサ高田ソヒィーゾ

### 2部
- 2008年 ヴィスポさやま
- 2009年 宝塚エルバイレLFC
- 2010年 Aブロック：AGUA FCレディース、Bブロック：豊津女子FC
- 2011年 プラセル神戸
- 2012年 大商学園高校
- 2013年 メニーナ神戸SC
- 2014年 セレッソ大阪堺ガールズ
- 2015年 海南FCシャウト
- 2016年 コノミヤ・スペランツァ大阪高槻U-18
- 2017年 おおつヴィクトリーズSC
- 2018年 和泉テクノFC
- 2019年 FC BASARA甲賀レディース
- 2020年 WIN西宮ソリッソ
- 2021年 ASハリマアルビオンユース
- 2022年 beillevaire西宮
- 2023年 INAC神戸レオンチーナ

### 3部（2013年 - 2019年）
- 2013年 ASハリマアルビオン
- 2014年
- 2015年 スペランツァFC大阪高槻U-18
- 2016年 履正社FCレディース
- 2017年 和泉テクノFC
- 2018年 FC BASARA甲賀レディース
- 2019年 メニーナ神戸SC